# Ескадрений міноносець-тральщик

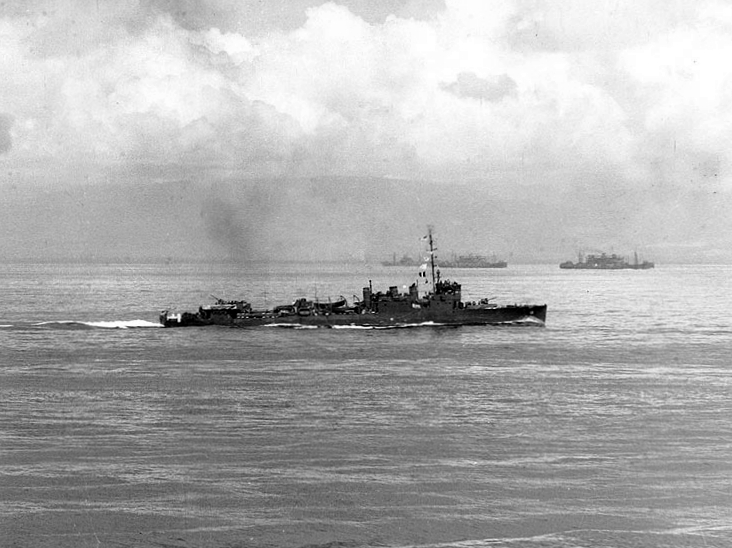
Есмінець-тральщик «Гопкінс» поблизу Гуадалканалу, 8 серпня 1942 р.

Ескадрений міноносець-тральщик — позначення, яке використало ВМС США для серії есмінців, які були перебудовані у швидкохідні океанські тральщики, що слугували під час Другої світової війни. У системі класифікації кораблів буквене позначення цього класу було «DMS». Всього таким чином було модифіковано сорок два кораблі з кінця 1940 року до літа 1945. Пізніше есмінці-тральщики були замінені спеціально побудованими швидкохідними тральщиками.